# Drochów Górny
Drochów Górny is een plaats in het Poolse district  Kielecki, woiwodschap Święty Krzyż. De plaats maakt deel uit van de gemeente Morawica en telt 180 inwoners.